# Dekanija Črnomelj
Dekanija Črnomelj je rimskokatoliška dekanija škofije Novo mesto, katere sedež je v Črnomlju. Do 7. aprila 2006 je bila dekanija del nadškofije Ljubljana. Dekanijska cerkev je cerkev sv. Petra.
Trenutno (2006) dekanijo sestavlja 12 župnij:
- Adlešiči
- Črnomelj
- Dragatuš
- Metlika
- Podzemelj
- Preloka
- Radovica
- Semič
- Sinji Vrh
- Stari Trg ob Kolpi
- Suhor
- Vinica